# Aeroportul Sunyani
Aeroportul Sunyani (IATA: NYI, ICAO: DGSN) este un aeroport din Sunyani, Bono Region⁠(d), Ghana ce deservește zona Sunyani.
Situat la o altitudine de 309 m, aeroportul dispune de o singură pistă.